# Carrières de Lumières
 (février 2018).

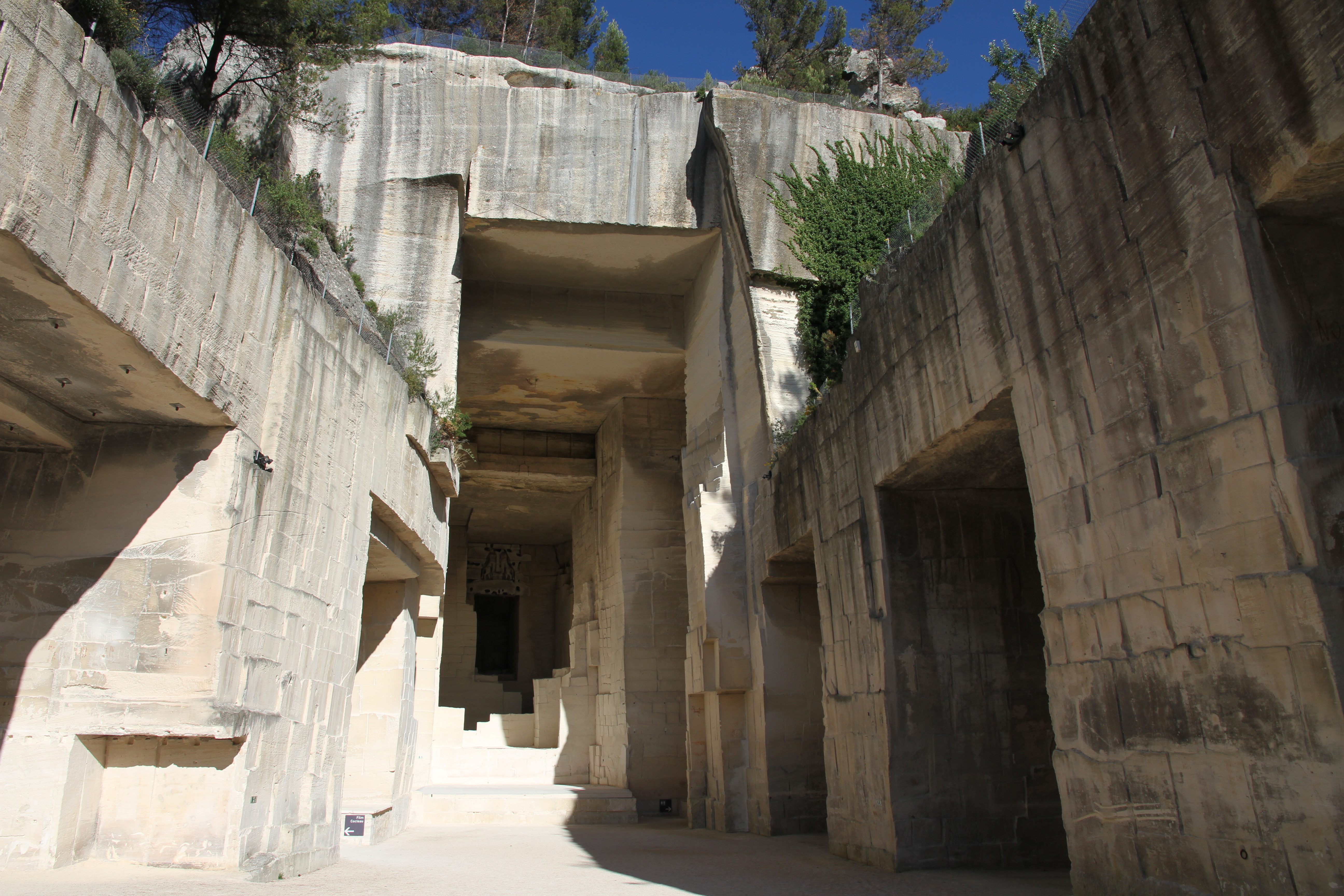
Entrée Picasso.

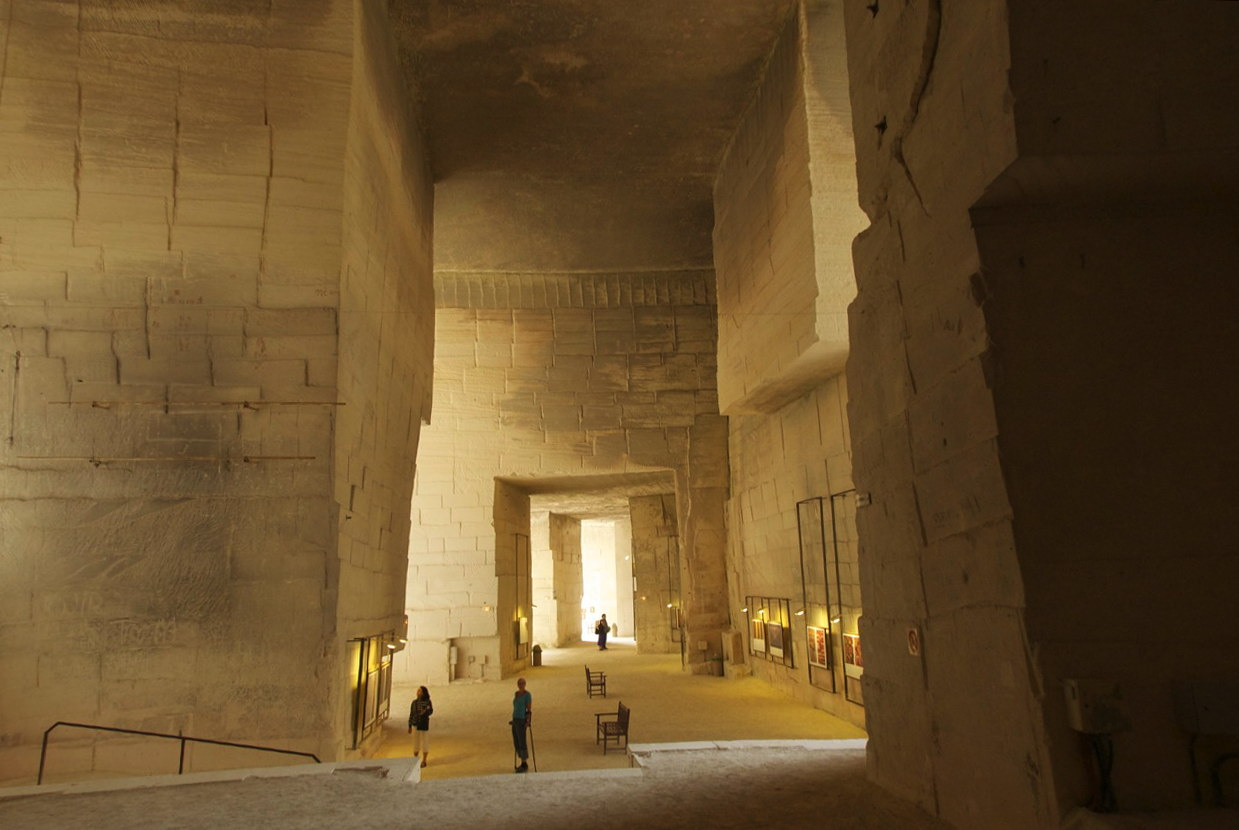
La salle du Nord.

Les Carrières des Lumières sont un centre d'art numérique projetant des expositions immersives, labellisé « Site naturel classé ». Situées aux Baux-de-Provence, les carrières sont gérées par la société Culturespaces. Jusqu'en 2012, le spectacle, ainsi que la société gérante, se nommaient Cathédrale d'Images.

## Localisation
Les Carrières des Lumières ou Carrières des Bringasses et Grands Fonts sont situées aux Baux-de-Provence, en bordure de la route départementale 27, au cœur du Val d'Enfer voisin.

## Historique
Au fil des années, ces carrières sont creusées pour en extraire le calcaire blanc utilisé pour la construction du Château et de la Cité des Baux.
En 1935, la concurrence économique des matériaux modernes conduit à leur fermeture.
En 1959, Jean Cocteau, émerveillé par la beauté des lieux et de leur environnement[réf. nécessaire], décide d’y tourner des séquences de son film Le Testament d'Orphée.

### Albert Plécy  et la Cathédrale d'Images
Albert Plécy, rédacteur en chef au Parisien libéré et président des Gens d'Images tombe en admiration des carrières des Grands-Fonds en 1975. Deux ans plus tard naît Cathédrale d’Images où des images géantes sont projetées sur les parois lisses de la carrière. Ce festival d'images s'est depuis renouvelé chaque année avec des thèmes différents,.

### Culturespaces et les Carrières des Lumières
En 2011, la ville des Baux-de-Provence confie la gestion des Carrières à Culturespaces, dans le cadre d’une délégation de service public, contestée par la société Cathédrale d'Images occupante et créatrice des lieux depuis 1975.
En 2012, Culturespaces rouvre le site sous le nom de Carrières des Lumières avec l'exposition « Gauguin, Van Gogh, les peintres de la couleur ». Cette première exposition accueille 250 000 visiteurs.[réf. nécessaire]

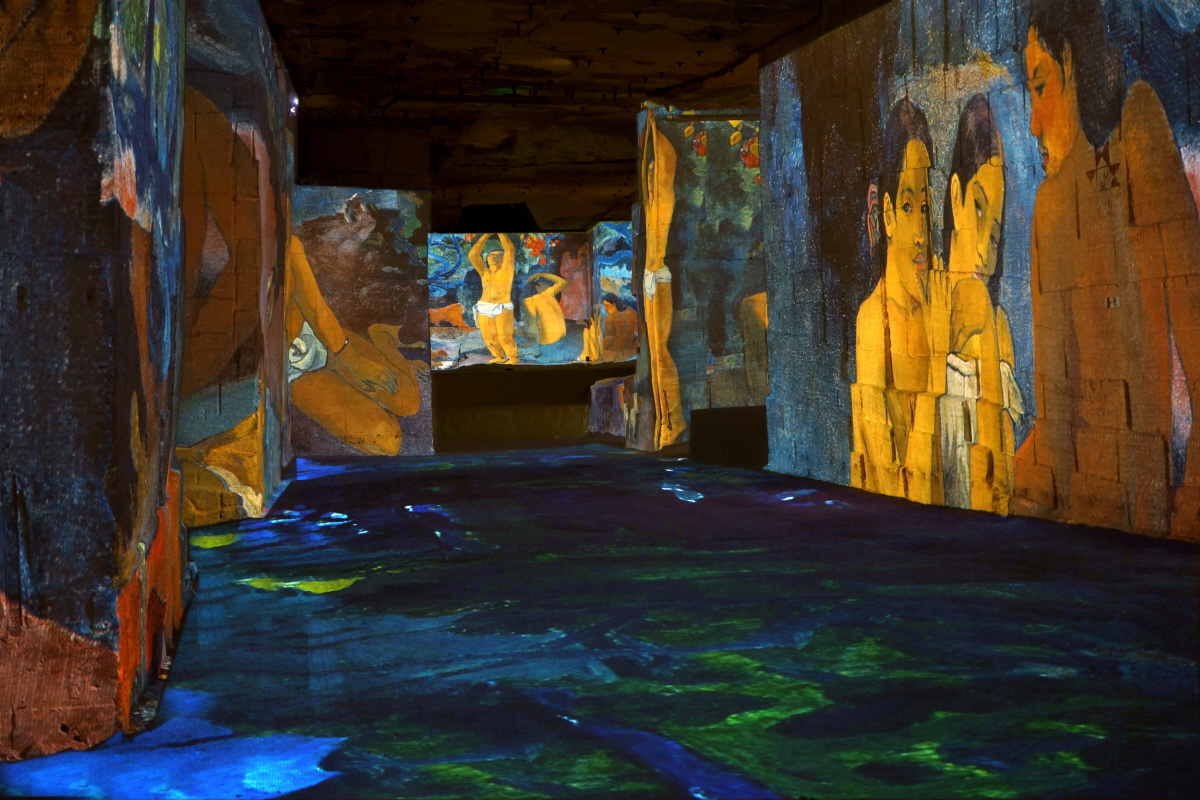
Exposition « Gauguin, Van Gogh, les peintres de la couleur ».
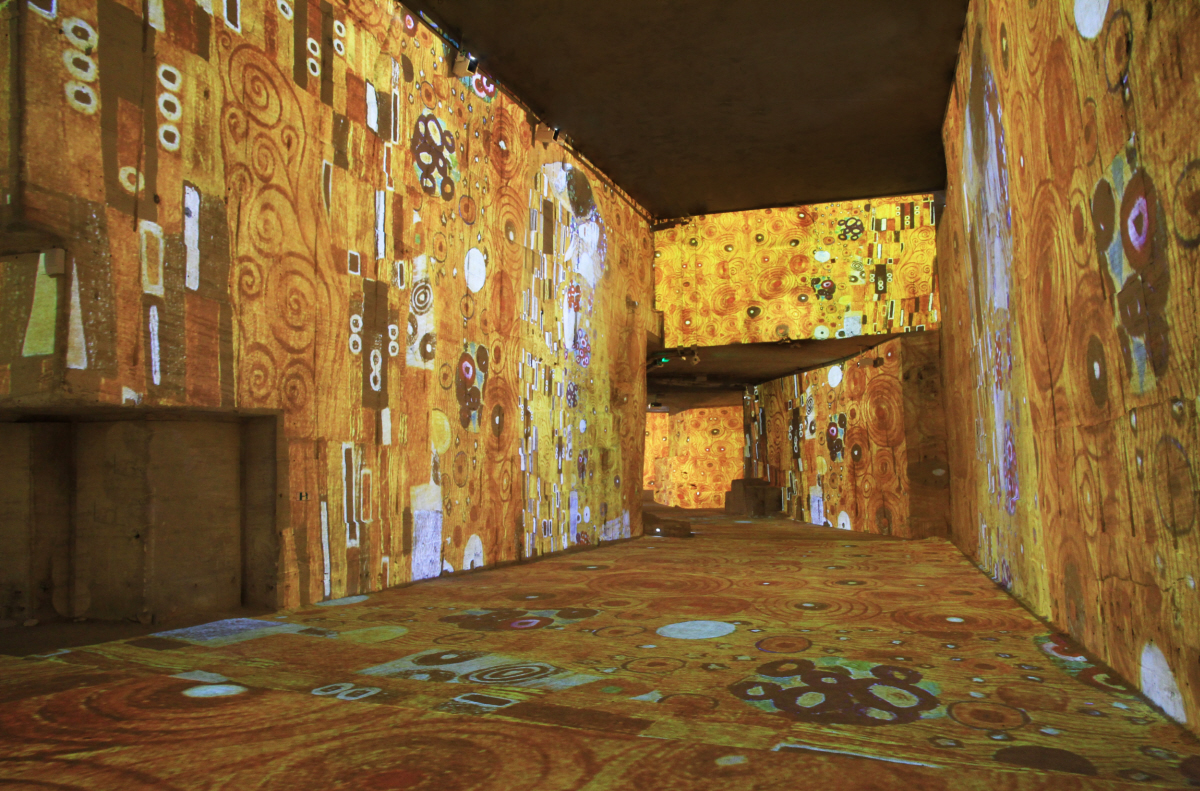
Exposition « Klimt et Vienne » (2014).

## Site
L’entrée Picasso, anciennement Jean Cocteau, est un espace monumental dominé par une vaste scène d'une dizaine de mètres de large et 20 mètres de hauteur adossée à la montagne. 
La salle Dante, anciennement Albert Plécy est l’espace principal dans lequel les expositions sont projetées. À droite de l’entrée, une grande galerie s’enfonce sur 60 mètres sous la montagne pour aboutir sur un gigantesque hall, découpé par d’immenses colonnes laissées par les carriers pour porter le « toit ». Ces piliers naturels font entre 5 et 10 mètres à la base et mesurent de 7 à 9 mètres de haut. Ils servent, tout comme les murs et le plafond, d’écrans naturels pour la projection. 
C'est dans ces lieux qu'étaient extraits jusqu’en 1880 des blocs de 2 m3 d'abord à la barre de fer puis à la scie crocodile.  
La salle Cocteau de 300 m2, partiellement couverte et avec de grandes ouvertures sur toute sa longueur, est utilisée pour l’activité réceptive des Carrières.
La salle Van Gogh accueille le Café des Carrières. 
La salle de projection de 90 m2 diffuse des extraits du film Le Testament d’Orphée de Jean Cocteau ainsi que des interviews de ce dernier et de Jean Marais, l’acteur principal du film.

## Conflit entre la société d'exploitation Cathédrale d'Images et la mairie des Baux-de-Provence
En août 2008, la mairie des Baux-de-Provence souhaite retirer la gestion du site à la société Cathédrale d'Images et, après avoir procédé à un appel d'offres pour délégation de service public, la confier à la société Culturespaces, Les gérants de la société d'exploitation Cathédrale d'Images dénoncent ce qu'ils appellent « un captage de fonds de commerce ». L'affaire est examinée le 21 septembre 2010 par la chambre des référés du tribunal administratif de Marseille chargé de dire si, conformément aux vœux du maire des Baux-de-Provence, Michel Fenard, Cathédrale d'Images doit être immédiatement expulsée. La justice administrative donne finalement raison à la mairie et ordonne l'évacuation des lieux avec une astreinte de mille euros par jour de retard.
Après que Culturespaces a été condamné le 1er décembre 2015, par la Cour d'Appel de Paris, pour « parasitisme » au préjudice de Cathédrale d'Images, le 25 janvier 2016 le Conseil d'État a examiné l'affaire de l'expulsion de Cathédrale d'Images. Il tranche cette question de « domanialité » en faveur de la société Cathédrale d'Images,. La mairie des Baux-de-Provence est condamnée en 2018 par le tribunal de grande instance de Tarascon à verser près de 5,8 millions d'euros de dommages et intérêts à la société Cathédrale d'images, une décision partiellement annulée par la cour de Cassation (avec un alourdissement de la facture porté à 6,4 millions d'euros).
Cathédrale d'images a précédemment obtenu la condamnation de Culturespaces pour « parasitisme ».
Le 20 septembre 2018, un article de Renaud Lecadre, dans le journal Libération, a révélé les mises en examen au pool financier de Paris du maire des Baux-de-Provence, Michel Fenard, pour « favoritisme » lors de l'appel d'offres de la délégation de service public remportée en avril 2010 par Culturespaces, filiale d'Engie, qui est également mise en examen, de même que son PDG, Bruno Monnier, pour "recel de favoritisme".
En 2023, la résiliation anticipée de la délégation de service public prononcée par la cour administrative de Marseille pour le 1ernovembre 2023, est annulée par le Conseil d'Etat, estimant que Cathédrale d'Images n'a pas apporté la justification qu'elle était « lésée dans ses intérêts de façon suffisamment directe et certaine par la poursuite de l'exécution de la convention de service public conclue le 23 avril 2010 »,.